# George Turberville
George Turberville, appelé aussi Turbervile, né vers 1540 et mort avant 1597, est un poète anglais, fils de Henry Tuberville de Winterborne Whitechurch (Dorset) et neveu de l'évêque James Turberville (en).

## Vie

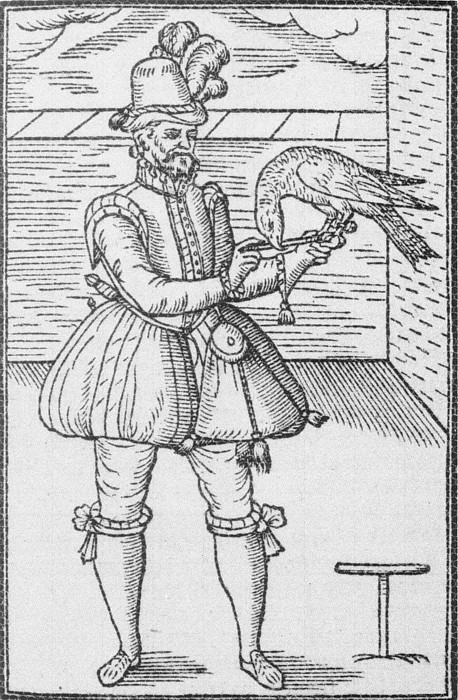
Gravure représentant un fauconnier, The Booke of Faulconrie or Hauking and the Noble Arte of Venerie, 1575.

Turberville étudie au Winchester College en 1554, et en 1561 est nommé membre du New College à Oxford. En 1562, il commence à étudier le droit à Londres, et acquiert, selon Anthony Wood, une réputation de poète et d'homme d'entregent. Il accompagne Thomas Randolph lors d'une mission spéciale à Moscou à la cour d'Ivan le Terrible en 1568. De ses Poèmes décrivant les lieux et les mœurs du pays et gens de la Russie cités par Wood, seulement trois lettres en vers décrivant ses aventures nous sont parvenues, publiées dans les Voyages de Hakluyt (Hakluyt's Voyages, 1589).
En 1567 paraissent ses Épitaphes, épigrammes, chansons et sonnets, nouvellement corrigés avec ajouts. La même année, il publie sa traduction anglaise des épîtres d'Ovide Heroycall Epistles, et Eglogs of Mantuan, traduites des Églogues de Baptiste de Mantoue, et en 1568 A Plaine Path to Perfect Vertue de Dominicus Mancinus.
Sont aussi connus de lui divers ouvrages de fauconnerie et de vénerie.